# Belvedere (Lleida)
Belvedere és un edifici de les darreres tendències de Lleida (Segrià) que forma part de l'Inventari del Patrimoni Arquitectònic de Catalunya.

## Descripció
Edifici aïllat de planta baixa i un pis amb mirador i bigues de fusta, estucat i gelosies ceràmiques. Estil neoromàntic i teula àrab. Serveix de vestuari i sala de jocs de les piscines de la casa pairal de la qual també en forma part l'església.